# Świebodzin (stacja kolejowa)
Świebodzin (niem. Schwiebus) – stacja kolejowa w Świebodzinie, w gminie Świebodzin, w województwie lubuskim. Według klasyfikacji PKP ma kategorię dworca lokalnego. Jest stacją na linii kolejowej nr 3 – trasie pociągów EuroCity: Warszawa Wschodnia – Berlin.

## Ruch pasażerski[2]
| Rok  | Wymiana pasażerska na dobę |
| ---- | -------------------------- |
| 2017 | 500-699                    |
| 2018 | 500-699                    |
| 2019 | 500-699                    |
| 2020 | 300-499                    |
| 2021 | 300-499                    |
| 2022 | 700-999                    |
| 2023 | 700-999                    |